# Frontm3n

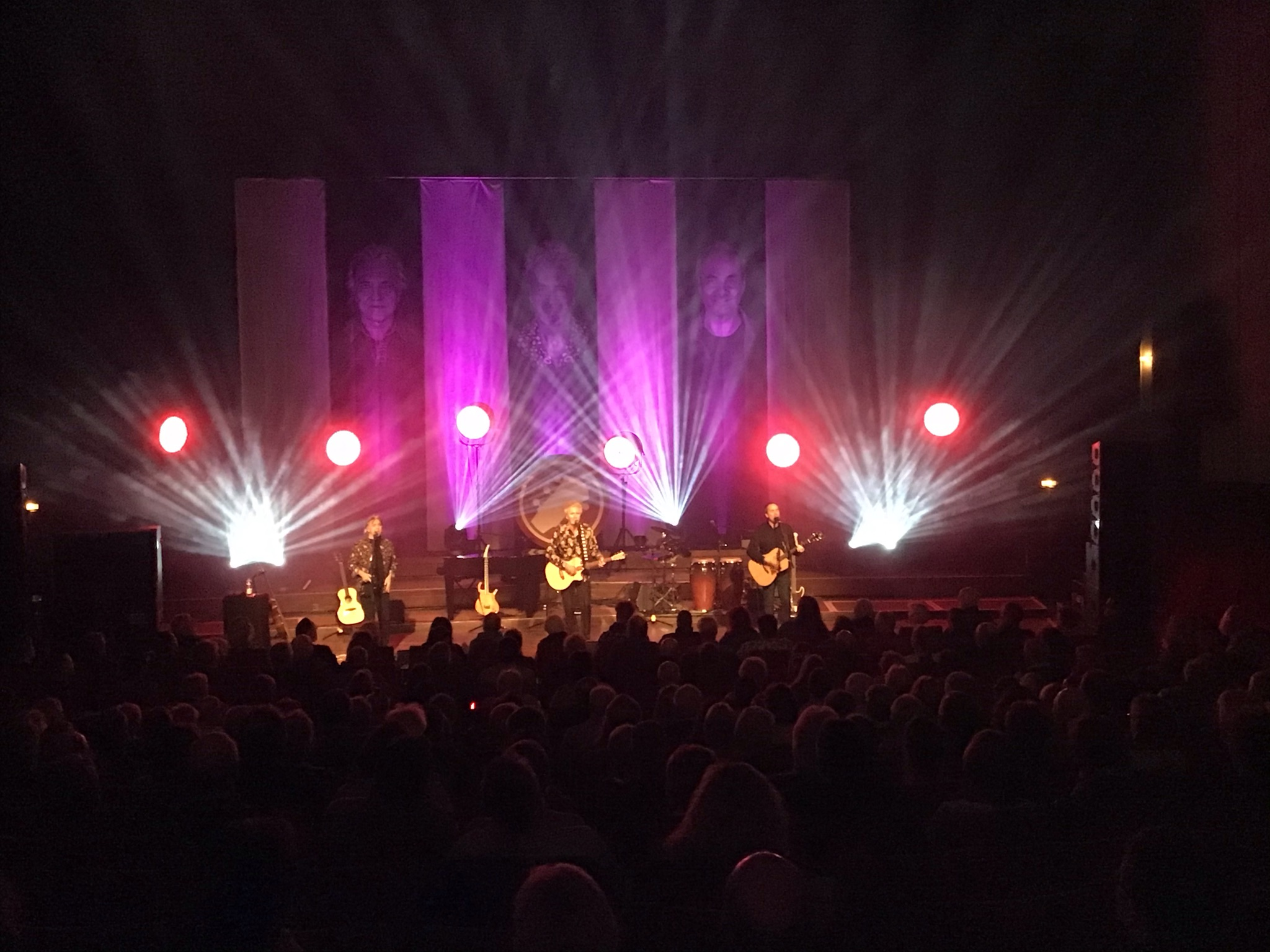
Frontm3n im Kieler Schloss, 2020

Frontm3n (sprich: Frontmen) ist ein britisches Musiktrio, die aus den Sängern und Gitarristen Peter Howarth, Pete Lincoln und Mick Wilson besteht.

## Geschichte der Band
Die drei gaben ihr erstes Konzert unter dem Namen Frontm3n am 30. Januar 2016 in der Kulturfabrik Krefeld. Peter Howarth ist gleichzeitig Frontmann der 1962 gegründeten Band The Hollies. Pete Lincoln war Sänger und Bassist der Bands Sailor und The Sweet. Mick Wilson war u. a. Sänger und Perkussionist bei 10cc. Kennengelernt haben sich die Bandmitglieder in den 1990er Jahren in der Band von Cliff Richard.
Das Programm des Trios setzt sich aus Akustikversionen von Eigenkompositionen der Frontm3n und Liedern der o. g. Bands, Stücken von Cliff Richard und Roy Orbison sowie anderen Rockklassikern zusammen. Peter Howarth spielte mehrere Jahre im Musical Only the Lonely in London die Hauptrolle des Roy Orbison.
Bereits in kurzer Zeit konnten sich die Band eine große Fangemeinde erarbeiten. Touren in Deutschland, Dänemark, Schweden, Neuseeland und Australien waren jeweils erfolgreich. Kurz nach Gründung wurde eine Live-DVD mit dem Titel Frontm3n - Live in Berlin veröffentlicht. 2020 folgte eine weitere Live-DVD namens Up Close Live -2020, diese wurde bei Konzerten in Berlin und in Halle (Saale) produziert. Als Gastkünstler traten hierbei Nevio Passaro und Eric Martin (Mr. Big) auf.
2018 wurde eine DVD unter dem Titel All for One veröffentlicht, welche neben Coversongs verschiedener Bands auch eigene Kompositionen enthielt.
Im Herbst 2020 gab die Band bekannt, dass man an einem weiteren Album arbeite. Fans wurden zur Unterstützung bei der Finanzierung aufgerufen und konnten auf einer eigens hierfür eingerichteten Webseite verschiedene Artikel kaufen, um die Produktion zu unterstützen. Am 29. Oktober 2021 wurde das Album "Enjoy the ride" veröffentlicht.

## Diskografie
- 2016: Live in Berlin
- 2018: All for One
- 2020: Up Close Live
- 2021: Enjoy the Ride
- 2023: The Collection
- 2024: Guitars and Harmonies (The Live Studio Sessions)